# Gerhard I. von Toul

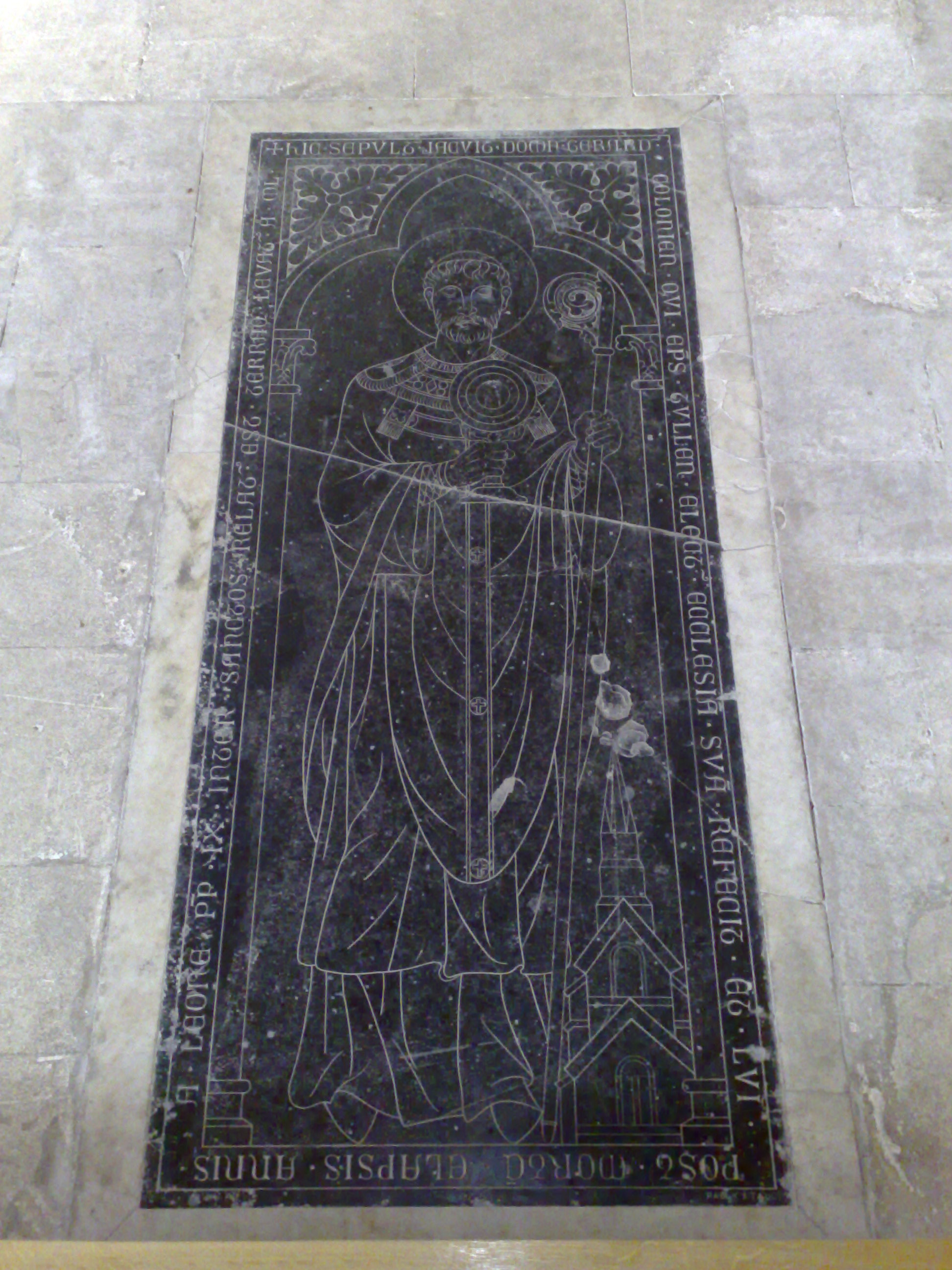
Grabmal in der Kathedrale von Toul

Gerhard I. von Toul (auch Gerard) (* 935 in Köln; † 23. April 994 in Toul) war von 963 bis 994 Bischof von Toul. Er wird als Heiliger verehrt.

## Leben
Er stammte wohl aus einer adeligen Familie. Zur Zeit von Erzbischof Brun wurde er an der Kölner Domschule ausgebildet. Die Legende berichtet, dass er – nachdem seine Mutter durch einen Blitzschlag getötet worden war – in den geistlichen Stand eingetreten und durch seine Askese und seinen strengen Lebenswandel aufgefallen sei. Im Jahr 963 wurde er von Otto dem Großen zum Bischof von Toul ernannt.
Er war den Ottonen eng verbunden. Im Jahr 965 traf er Otto I. in Köln. Dieser bestätigte dem Bistum Toul den Besitz verschiedener Abteien. Im Jahr 972 nahm er an einer Synode in Ingelheim teil. Otto dem Roten begegnete er 973 in Bonn. Mit anderen hochrangigen Klerikern wie Abt Maiolus von Cluny, mit dem er befreundet war, und Adalbert von Prag traf er 983 in Pavia auf dem Weg zum Reichstag in Verona Otto II. und dessen Frau Theophanu. Nach dem Tod des Kaisers war er im Thronstreit mit Heinrich dem Zänker Anhänger des noch unmündigen Otto III. Im Jahr 984 nahm er am Hoftag der Regentinnen Adelheid und Theophanu in Speyer teil. Dort wurden im Namen Ottos III. von der kaiserlichen Kanzlei Urkunden ausgestellt, in denen dem Bistum Toul der Besitz der Klöster Moyenmoutier und Saint Dié bestätigt wurde.
Eine bedeutende politische Rolle übernahm er aus Altersgründen nicht. Er förderte die Fürsorge für Arme und Kranke. Insbesondere sein Wirken bei einer Epidemie im Jahr 981 wurde gelobt. Er reiste durch sein Bistum und kümmerte sich um die Ausbildung des Klerus. Er trat auch als Prediger hervor. Er war an der Gründung des Stifts Saint-Gengoult de Toul und am Bau des Domes in Toul beteiligt. Allerdings wurde sein Einflussbereich durch Übergriffe des französischen Königs eingeschränkt. Außerdem musste er mit Gewalt gegen regionale Adelige vorgehen. Nicht verhindern konnte er, dass Herzog Friedrich von Lothringen sich auf der Burg Bar festsetzte.
Widrich von Toul verfasste eine Vita über den Bischof. Im Jahr 1050 wurde er von Leo IX., zu diesem Zeitpunkt sowohl Papst als auch Bischof in Toul, heiliggesprochen.
In der Kathedrale ist er noch vielfältig präsent. Ein Grabmal aus dem 19. Jahrhundert in der Vierung erinnert ebenso an ihn wie der aus seiner Zeit stammende Bischofssitz sowie sein Abbild auf einem Kirchenfenster.